# Espolón calcáneo
El espolón calcáneo es un crecimiento óseo anómalo, que se desarrolla debajo del hueso calcáneo del pie. Esto comúnmente ocurre debido a una tensión prolongada sobre la fascia plantar, una banda gruesa de tejido conectivo que conecta el hueso calcáneo con los dedos del pie. Los espolones calcáneos se encuentran comúnmente en asociación con la fascitis plantar, una condición inflamatoria que afecta a la fascia plantar.

## Asociaciones Clave
Varios estudios mostraron una correlación entre la obesidad y el peso. Un estudio mostró que el 46% de las personas con espolones calcáneos tenían sobrepeso, mientras que otro estudio indicó que este porcentaje era del 82%. Después de ajustar por edad y género, las personas con espolones calcáneos tenían 6.9 veces más probabilidades de ser obesas en comparación con aquellas que no los tenían.
Otro estudio con una muestra de 181 pacientes mostró una relación entre la gota y el desarrollo de espolones calcáneos y/o del tendón de Aquiles. El 44.7% de los pacientes mostró la presencia de espolones en el tendón de Aquiles o en el calcáneo, mientras que el 22.1% de los pacientes tenía ambos, espolones en el tendón de Aquiles y en el calcáneo.
Existe una discordancia en la literatura sobre si el género juega un papel en el desarrollo de los espolones calcáneos. Algunos estudios sugieren que no hay disparidades de género, mientras que otros muestran que hay una mayor ocurrencia de espolones calcáneos en mujeres en comparación con hombres en la población más joven.

## Diagnóstico
Un diagnóstico preciso de los espolones calcáneos es vital para el tratamiento y manejo adecuado. Las técnicas de imagen, como la radiografía o la ecografía, son útiles en el diagnóstico y permiten diferenciarlo de otras posibles causas del dolor en el talón. 

## Tratamiento
Aunque existen muchas modalidades de tratamiento para los espolones calcáneos en la investigación, los pacientes aún experimentan síntomas debido a la falta de modalidades de tratamiento realmente utilizadas de manera clínica. El tratamiento se administra de manera conservadora por niveles. Si un nivel específico no resuelve el espolón, el tratamiento progresa al siguiente nivel. El tratamiento convencional incluye radiofrecuencia, ultrasonido, láser, AINEs, esteroides, anestesia local, terapia extracorpórea, férulas, zapatos modificados con implantes de silicona, fisioterapia, estiramientos y vendajes.
Un estudio encontró una mayor efectividad del estiramiento de los músculos gastrocnemios y sóleos para reducir el dolor en pacientes con espolones calcáneos de entre 30 y 70 años. Se observó una reducción significativa en la puntuación del dolor antes de la intervención, debido al aumento del rango de movimiento en dorsiflexión en comparación con el estiramiento del tendón de Aquiles.
La intervención quirúrgica se considera como último recurso cuando los tratamientos conservadores no tienen éxito. Los pacientes sólo pueden someterse a cirugía después de 9 a 12 meses. El procedimiento más común es la resección endoscópica de la fascia plantar, que puede realizarse junto con la resección del espolón calcáneo. También se han observado resultados favorables con la resección del espolón calcáneo sin liberación de la fascia plantar.